# Can Carós de la Tallada
Can Carós de la Tallada fou una masia catalogada com a monument al municipi de Santa Coloma de Farners (Selva) inclosa en l'Inventari del Patrimoni Arquitectònic de Catalunya. L'edifici va patir un incendi l'any 1997 al cos lateral i es va haver de tirar a terra.
Es tractava d'una masia de planta basilical, amb nau central i dues de laterals, planta baixa, primer pis i golfes. La coberta era de teula àrab amb cornisa catalana i vessants laterals. A la façana les obertures eren rectangulars amb llinda de pedra monolítica, la finestra de la dreta duia la inscripció de 1893, data d'una reconstrucció. A les golfes només es conservava una obertura de les tres originals, es tractava de la finestra central, rectangular però inscrita en un arc rebaixat. S'apreciava la forma de les altres finestres tapiades. Al costat esquerre de la porta principal hi havia una placa el número 24. Hi havia una llinda de fusta amb la inscripció: 1789 P.C. h.F a la part de darrere.
La façana posterior va sofrir canvis al llarg dels anys, antigament hi havia hagut un galliner adossat a la façana, igual que un porxo a la part davantera de l'edifici. A la nau lateral dreta hi havia una gran obertura amb arc de mig punt, correspon a l'antiga pallissa, reformada als anys noranta, amb el teulat nou i part del mur, mantenint-se encara oberta. L'edifici tenia altres dependències annexes.